# Doménica Azuero
Doménica Michelle Azuero González (* 22. März 1996) ist eine ecuadorianische Radrennfahrerin, die im BMX-Rennsport aktiv ist.

## Sportlicher Werdegang
Azuero stammt aus Cuenca und entdeckte den BMX-Sport im Alter von sieben Jahren. Ihr Vater ist Vizepräsident des ecuadorianischen Radsportverbands.
Als Juniorin war Azuero 2013 und 2014 Landesmeisterin und Panamerika-Meisterin; 2014 in Rotterdam wurde sie auch Junioren-Weltmeisterin. Einen Monat danach war sie Fahnenträgerin der ecuadorianischen Mannschaft bei den Olympischen Jugendspielen; sie gewann dort das BMX-Rennen und belegte mit der Mannschaft am Ende den vierten Platz.
2015, in ihrem ersten Jahr in der Elite, gewann sie hinter Felicia Stancil die Silbermedaille bei den Panamerikanischen Spielen. In diesem Jahr erzielte sie den neunten Platz bei den Weltmeisterschaften, ihre bislang beste Platzierung. 2017 war sie erstmals Landesmeisterin in der Elite, was sie in den Folgejahren mehrfach wiederholte. Dazu zeichnete sie sich wiederholt bei Wettkämpfen in Südamerika aus. Im BMX-Weltcup 2019 gelang ihr erstmals eine Finalteilnahme, ein Podiumsplatz oder gar ein Sieg blieb ihr bislang verwehrt. 2021 wurde sie als beste ecuadorianische Fahrerin für das olympische BMX-Rennen  nominiert. Dort schied sie im Viertelfinale aus und wurde 18. der Gesamtwertung. 2022 konnte sie wegen Visaproblemen nicht an den Weltmeisterschaften in Nantes teilnehmen.

## Erfolge
2013
 Panamerika-Meisterin (Junioren)
 Ecuadorianische Meisterin (Junioren)
2014
 Weltmeisterin (Junioren)
 Weltmeisterschaften (Junioren-Zeitfahren)
 Panamerika-Meisterin (Junioren)
 Ecuadorianische Meisterin (Junioren)
2015
 Panamerikanische Spiele
2017
 Ecuadorianische Meisterin
 Bolivarische Spiele – Einzelrennen, Zeitfahren
2018
 Ecuadorianische Meisterin
 Südamerikaspiele
 Panamerika-Meisterschaften
2019
 Ecuadorianische Meisterin
 Panamerika-Meisterschaften
2022
 Bolivarische Spiele
2023
 Ecuadorianische Meisterin